# King Fahd Cup 1995
King Fahd Cup 1995 (arabiska: 1995 السعودية) var sista gången turneringen kallades King Fahd innan Fifa tog over den. Turneringen spelades i Saudiarabien i januari 1995. Turneringen vanns av Danmark, som vann mot 1992 års segrare Argentina med 2–0 i finalen. Mexiko besegrade Nigeria i matchen om tredje pris efter en avgörande straffsparksläggning.
Sex landslag från fem fotbollsfederationer deltog i turneringen. OFC (Oceanien) var den enda federationen utan deltagande lag. AFC hade två medverkande lag; värdnationen Saudiarabien och de asiatiska mästarna Japan.

## Deltagande lag

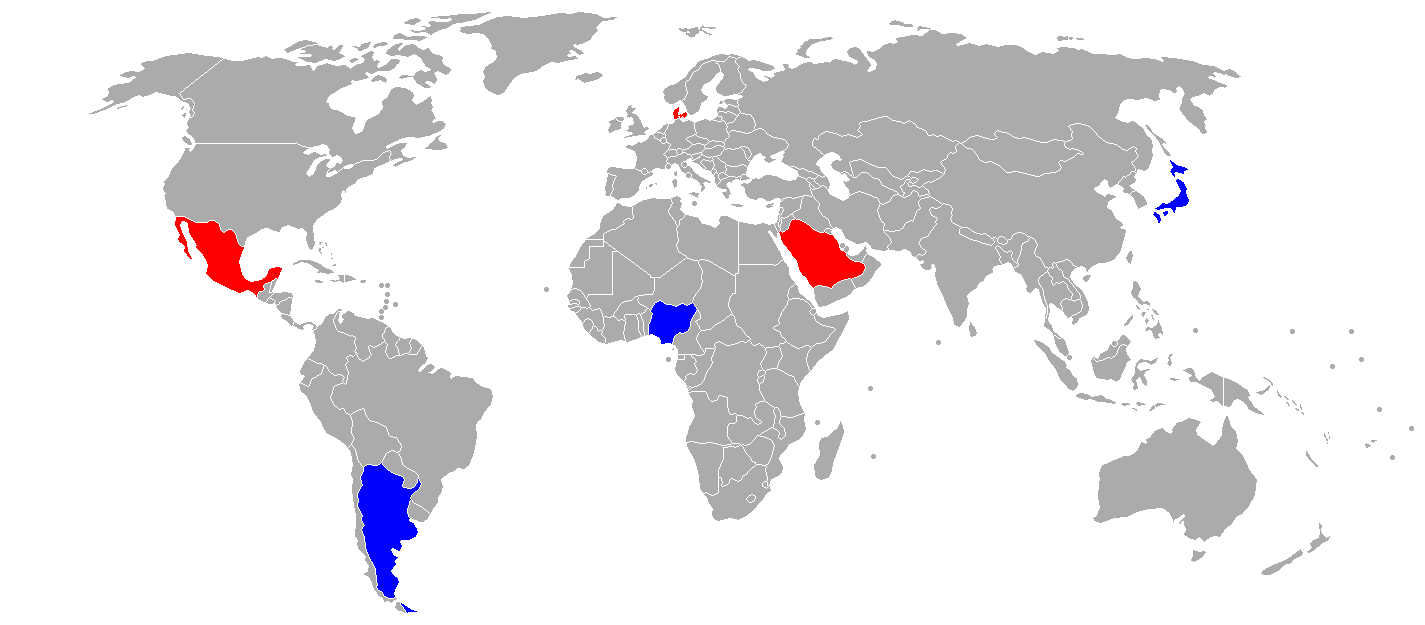
Deltagande lag i King Fahd Cup 1995

| Lag          | Konfederation | Kvalificering                           | Deltagande |
| ------------ | ------------- | --------------------------------------- | ---------- |
| Saudiarabien | AFC           | Värdland                                | 2          |
| Argentina    | CONMEBOL      | Vinnare av Copa América 1993            | 2          |
| Nigeria      | CAF           | Vinnare av afrikanska mästerskapet 1994 | 1          |
| Danmark      | UEFA          | Vinnare av Europamästerskapet 1992      | 1          |
| Mexiko       | CONCACAF      | Vinnare av CONCACAF Gold Cup 1993       | 1          |
| Japan        | AFC           | Vinnare av asiatiska mästerskapet 1992  | 1          |

## Spelorter
Samtliga matcher spelades i King Fahd International Stadium i Riyadh. Arenan byggdes 1988 och har en publikkapacitet på 67 000 åskådare.

## Domare
| CAF - Mohammad Fanaei (Iran) - An-Yan Lim Kee Chong (Mauritius) - Mohamed Mansri (Tunisien) AFC - Ali Bujsaim (Förenade arabemiraten) | UEFA - Ilie Cot (Rumänien) - Ion Craciunescu (Rumänien) | CONCACAF - Rodrigo Badilla (Costa Rica) - Owen Powell (Jamaica) CONMEBOL - Salvador Imperatore (Chile) - Carlos Velazquez (Uruguay) |

## Spelartrupper
Vardera lag fick bestå av maximalt 20 spelare.

## Matchrapporter
Samttliga matcher visas i arabisk standardtid (AST), UTC+3.

### Grupp A
| Nr | Lag          | S | V | O | F | GM | IM | MS | P |
| -- | ------------ | - | - | - | - | -- | -- | -- | - |
| 1  | Danmark      | 2 | 1 | 1 | 0 | 3  | 1  | +2 | 4 |
| 2  | Mexiko       | 2 | 1 | 1 | 0 | 3  | 1  | +2 | 4 |
| 3  | Saudiarabien | 2 | 0 | 0 | 2 | 0  | 4  | −4 | 0 |

| 1         | 6 januari | Saudiarabien | 0 – 2           | Mexiko             | King Fahd International Stadium                           |                                                           |
| 18:15 AST | 18:15 AST |              | (0 – 0) Rapport | L. García 65′, 82′ | Riyadh Publik: 25 000 Domare: Salvador Imperatore (Chile) | Riyadh Publik: 25 000 Domare: Salvador Imperatore (Chile) |
| 18:15 AST | 18:15 AST |              |                 |                    | Riyadh Publik: 25 000 Domare: Salvador Imperatore (Chile) | Riyadh Publik: 25 000 Domare: Salvador Imperatore (Chile) |
| 18:15 AST | 18:15 AST |              |                 |                    | Riyadh Publik: 25 000 Domare: Salvador Imperatore (Chile) | Riyadh Publik: 25 000 Domare: Salvador Imperatore (Chile) |

| 3         | 8 januari | Saudiarabien | 0 – 2           | Danmark                      | King Fahd International Stadium                         |                                                         |
| 00:00 AST | 00:00 AST |              | (0 – 1) Rapport | B. Laudrup 43′ Wieghorst 90′ | Riyadh Publik: 10 000 Domare: Lim Kee Chong (Mauritius) | Riyadh Publik: 10 000 Domare: Lim Kee Chong (Mauritius) |
| 00:00 AST | 00:00 AST |              |                 |                              | Riyadh Publik: 10 000 Domare: Lim Kee Chong (Mauritius) | Riyadh Publik: 10 000 Domare: Lim Kee Chong (Mauritius) |
| 00:00 AST | 00:00 AST |              |                 |                              | Riyadh Publik: 10 000 Domare: Lim Kee Chong (Mauritius) | Riyadh Publik: 10 000 Domare: Lim Kee Chong (Mauritius) |

| 5         | 10 januari | Mexiko                           | 1 – 1 (e.fl.)              | Danmark                           | King Fahd International Stadium                           |                                                           |
| 00:00 AST | 00:00 AST  | L. García 25′                    | (1 – 0, 1 – 1) Rapport     | P. Rasmussen 48′                  | Riyadh Publik: 20 000 Domare: Salvador Imperatore (Chile) | Riyadh Publik: 20 000 Domare: Salvador Imperatore (Chile) |
| 00:00 AST | 00:00 AST  |                                  |                            |                                   | Riyadh Publik: 20 000 Domare: Salvador Imperatore (Chile) | Riyadh Publik: 20 000 Domare: Salvador Imperatore (Chile) |
| 00:00 AST | 00:00 AST  | Suárez Del Olmo L. García Bernal | Straffsparksläggning 2 – 4 | Schjønberg M. Laudrup Høgh Rieper | Riyadh Publik: 20 000 Domare: Salvador Imperatore (Chile) | Riyadh Publik: 20 000 Domare: Salvador Imperatore (Chile) |

### Grupp B
| Nr | Lag       | S | V | O | F | GM | IM | MS | P |
| -- | --------- | - | - | - | - | -- | -- | -- | - |
| 1  | Argentina | 2 | 1 | 1 | 0 | 5  | 1  | +4 | 4 |
| 2  | Nigeria   | 2 | 1 | 1 | 0 | 3  | 0  | +3 | 4 |
| 3  | Japan     | 2 | 0 | 0 | 2 | 1  | 8  | −7 | 0 |

| 2         | 6 januari | Japan | 0 – 3           | Nigeria                             | King Fahd International Stadium                          |                                                          |
| 01:00 AST | 01:00 AST |       | (0 – 1) Rapport | Amunike 4′ Adepoju 55′ Amokachi 65′ | Riyadh Publik: 25 000 Domare: Ion Craciunescu (Rumänien) | Riyadh Publik: 25 000 Domare: Ion Craciunescu (Rumänien) |
| 01:00 AST | 01:00 AST |       |                 |                                     | Riyadh Publik: 25 000 Domare: Ion Craciunescu (Rumänien) | Riyadh Publik: 25 000 Domare: Ion Craciunescu (Rumänien) |
| 01:00 AST | 01:00 AST |       |                 |                                     | Riyadh Publik: 25 000 Domare: Ion Craciunescu (Rumänien) | Riyadh Publik: 25 000 Domare: Ion Craciunescu (Rumänien) |

| 4         | 8 januari | Japan     | 1 – 5           | Argentina                                                   | King Fahd International Stadium                            |                                                            |
| 20:00 AST | 20:00 AST | Miura 57′ | (0 – 2) Rapport | Rambert 31′ Ortega 45′ Batistuta 47′, 86′ (str.) Chamot 54′ | Riyadh Publik: 10 000 Domare: Rodrigo Badilla (Costa Rica) | Riyadh Publik: 10 000 Domare: Rodrigo Badilla (Costa Rica) |
| 20:00 AST | 20:00 AST |           |                 |                                                             | Riyadh Publik: 10 000 Domare: Rodrigo Badilla (Costa Rica) | Riyadh Publik: 10 000 Domare: Rodrigo Badilla (Costa Rica) |
| 20:00 AST | 20:00 AST |           |                 |                                                             | Riyadh Publik: 10 000 Domare: Rodrigo Badilla (Costa Rica) | Riyadh Publik: 10 000 Domare: Rodrigo Badilla (Costa Rica) |

| 6         | 10 januari | Nigeria | 0 – 0   | Argentina | King Fahd International Stadium                                   |                                                                   |
| 01:00 AST | 01:00 AST  |         | Rapport |           | Riyadh Publik: 20 000 Domare: Ali Bujsaim (Förenade arabemiraten) | Riyadh Publik: 20 000 Domare: Ali Bujsaim (Förenade arabemiraten) |
| 01:00 AST | 01:00 AST  |         |         |           | Riyadh Publik: 20 000 Domare: Ali Bujsaim (Förenade arabemiraten) | Riyadh Publik: 20 000 Domare: Ali Bujsaim (Förenade arabemiraten) |
| 01:00 AST | 01:00 AST  |         |         |           | Riyadh Publik: 20 000 Domare: Ali Bujsaim (Förenade arabemiraten) | Riyadh Publik: 20 000 Domare: Ali Bujsaim (Förenade arabemiraten) |

### Match om tredjepris
| 7         | 13 januari | Mexiko                                          | 1 – 1 (e.fl.)              | Nigeria                               | King Fahd International Stadium                          |                                                          |
| 18:00 AST | 18:00 AST  | Ramírez 20′                                     | (1 – 1) Rapport            | Amokachi 31′                          | Riyadh Publik: 20 000 Domare: Ion Craciunescu (Rumänien) | Riyadh Publik: 20 000 Domare: Ion Craciunescu (Rumänien) |
| 18:00 AST | 18:00 AST  |                                                 |                            |                                       | Riyadh Publik: 20 000 Domare: Ion Craciunescu (Rumänien) | Riyadh Publik: 20 000 Domare: Ion Craciunescu (Rumänien) |
| 18:00 AST | 18:00 AST  | García Aspe L. García Galindo Hermosillo Suárez | Straffsparksläggning 5 – 4 | Okocha Adepoju Eguavoen Iroha Amunike | Riyadh Publik: 20 000 Domare: Ion Craciunescu (Rumänien) | Riyadh Publik: 20 000 Domare: Ion Craciunescu (Rumänien) |

### Final
| 8         | 13 januari | Danmark                               | 2 – 0           | Argentina | King Fahd International Stadium                                                                |                                                                                                |
| 20:15 AST | 20:15 AST  | M. Laudrup 8′ (str.) P. Rasmussen 75′ | (1 – 0) Rapport |           | Riyadh · Publik: 35 000 · Domare: Ali Bujsaim (Förenade arabemiraten) · Rött kort: Chamot (88) | Riyadh · Publik: 35 000 · Domare: Ali Bujsaim (Förenade arabemiraten) · Rött kort: Chamot (88) |
| 20:15 AST | 20:15 AST  |                                       |                 |           | Riyadh · Publik: 35 000 · Domare: Ali Bujsaim (Förenade arabemiraten) · Rött kort: Chamot (88) | Riyadh · Publik: 35 000 · Domare: Ali Bujsaim (Förenade arabemiraten) · Rött kort: Chamot (88) |
| 20:15 AST | 20:15 AST  |                                       |                 |           | Riyadh · Publik: 35 000 · Domare: Ali Bujsaim (Förenade arabemiraten) · Rött kort: Chamot (88) | Riyadh · Publik: 35 000 · Domare: Ali Bujsaim (Förenade arabemiraten) · Rött kort: Chamot (88) |

## Statistik

### Målskyttar
3 mål
- Luis García

2 mål
| - Gabriel Batistuta | - Peter Rasmussen | - Daniel Amokachi |

1 mål
| - José Chamot - Ariel Ortega - Sebastián Rambert | - Brian Laudrup - Michael Laudrup - Morten Wieghorst | - Kazuyoshi Miura - Ramón Ramírez | - Mutiu Adepoju - Emmanuel Amuneke |

### Fotnoter
1. ↑  ”King Fahd International Sports Stadium”. Saudi Arabian Market Information Resource. Arkiverad från originalet den 13 november 2011. https://web.archive.org/web/20111113083415/http://www.saudinf.com/main/h52.htm. Läst 12 januari 2013.